# Sphodrocepheus tridactylus
Sphodrocepheus tridactylus är en kvalsterart som beskrevs av Tyler A. Woolley och Harold G. Higgins 1963. Sphodrocepheus tridactylus ingår i släktet Sphodrocepheus och familjen Cepheidae. Inga underarter finns listade i Catalogue of Life.